# فيودور كوزنيتسوف
الكولونيل العام فيودور إيسيدوروفيتش كوزنيتسوف (بالروسية: Фёдор Исидо́рович Кузнецо́в) قائد عسكري سوفيتي عاش في الفترة ما بين عامي 1898 و1961.

## سيرته الذاتية
وُلد كوزنيتسوف لعائلة من الفلاحين في قرية بالبيتشينو بأقليم تشاويسكي التابع لغوبرنيه موغليف بالإمبراطورية الروسية (وتقع حاليا في موغيليوف أوبلاست ببيلاروسيا) وخدم ضمن صفوف الجيش الإمبراطوري الروسي خلال الحرب العالمية الأولى ومع نهاية انضم لصفوف البلاشفة والتحق بالجيش الأحمر، ومع بداية الغزو الألماني للاتحاد السوفيتي وما تلاه من اندلاع الحرب السوفيتية الألمانية شغل كوزنيتسوف منصب رئيس أركان الجبهة الشمالية الغربية خلال عملية البلطيق وظل في منصبه حتى 30 يونيو 1941 عندما تم عُزل من منصبه في مطلع أغسطس من العام نفسه، بعدها تولى قيادة الجيش الحادي والعشرون حتى مارس 1942 مُنح قبلها قيادة الجيش الحادي والخمسين حديث التكوين كما تولى قيادة الجبهة الوسطى بصورة مؤقتة خلال الفترة ما بين يوليو وأغسطس 1941، بعدها شغل مناصب رئيش أركان الجيش الثامن والعشرون ونائب رئيس أركان الجبهة الغربية وأخيرا رئيسا لأركان الجيش الحادي والستون.
وفي عام 1942 عاد كوزنيتسوف إلى وارسو حيث شغل منصب رئيس أركان أكاديمية الأركان العامة في الفترة ما بين مارس 1942 وحتى يونيو 1943، بعدها تولى منصب نائب رئيس أركان جبهة فولوخوف ثم الجبهة الكريلية في الفترة ما بين أغسطس 1943 وحتى فبراير 1944، بعدها تولى قيادة منطقة الأورال العسكرية منذ عام 1945 وحتى عام 1948 قبل أن يتقاعد بسبب ظروف صحية.